# C19H18O4
化学式C19H18O4（摩尔质量：310.34 g/mol）可能指：
- 丹参酮IIB，CAS号：17397-93-2
- 羟基丹参酮IIA，CAS号：18887-18-8
- 桑辛素C，CAS号：69120-06-5
- 紫丹参素A（紫丹参酮甲），CAS号：76843-23-7
- 4-羟乙烯基氧基二苯甲酮甲基丙烯酸酯，CAS号：34570-27-9

|  | 这个同类索引页列出了具有相同分子式的化学物（即同分異構體）条目。 除非您是有意链接至本页，否则应将相应条目的内部链接指向正确的条目。 |